# Chiesa di San Francesco d'Assisi (Verona)
La chiesa di San Francesco d'Assisi è un luogo di culto cattolico che sorge nel quartiere di Borgo Trento a Verona, ricavato all'interno di un padiglione dell'arsenale Franz Josef I, restaurato dall'architetto Libero Cecchini; si tratta di una chiesa parrocchiale facente parte del vicariato di Verona Centro nell'omonima diocesi.

## Storia
Il 4 ottobre 1976 venne istituita la parrocchia di San Francesco d'Assisi, la cui comunità momentaneamente si riunì in un locale in via Todeschini, fin quando nel 1986 un padiglione dell'ex arsenale Franz Josef I, originariamente destinato a scuderie, venne restaurato su progetto del noto architetto veronese Libero Cecchini, con la collaborazione tecnica dell'ingegner Pierluigi Ongarelli. Si trattava, in particolare, del manufatto posto a nord-est della cittadella militare, parzialmente distrutto da un bombardamento aereo occorso durante la seconda guerra mondiale; il restauro fu di tipo conservativo e limitato al recupero e consolidamento delle parti deteriorate delle murature e dei pilastri, mentre sulla volta furono lasciati i segni dell'incendio che si sprigionò dopo l'esplosione dell'ordigno bellico. Il progetto si concentrò poi sull'arredo e gli elementi di finitura. L'edificio fu infine consacrato il 29 ottobre 2000 dal vescovo di Verona Flavio Roberto Carraro.

## Descrizione

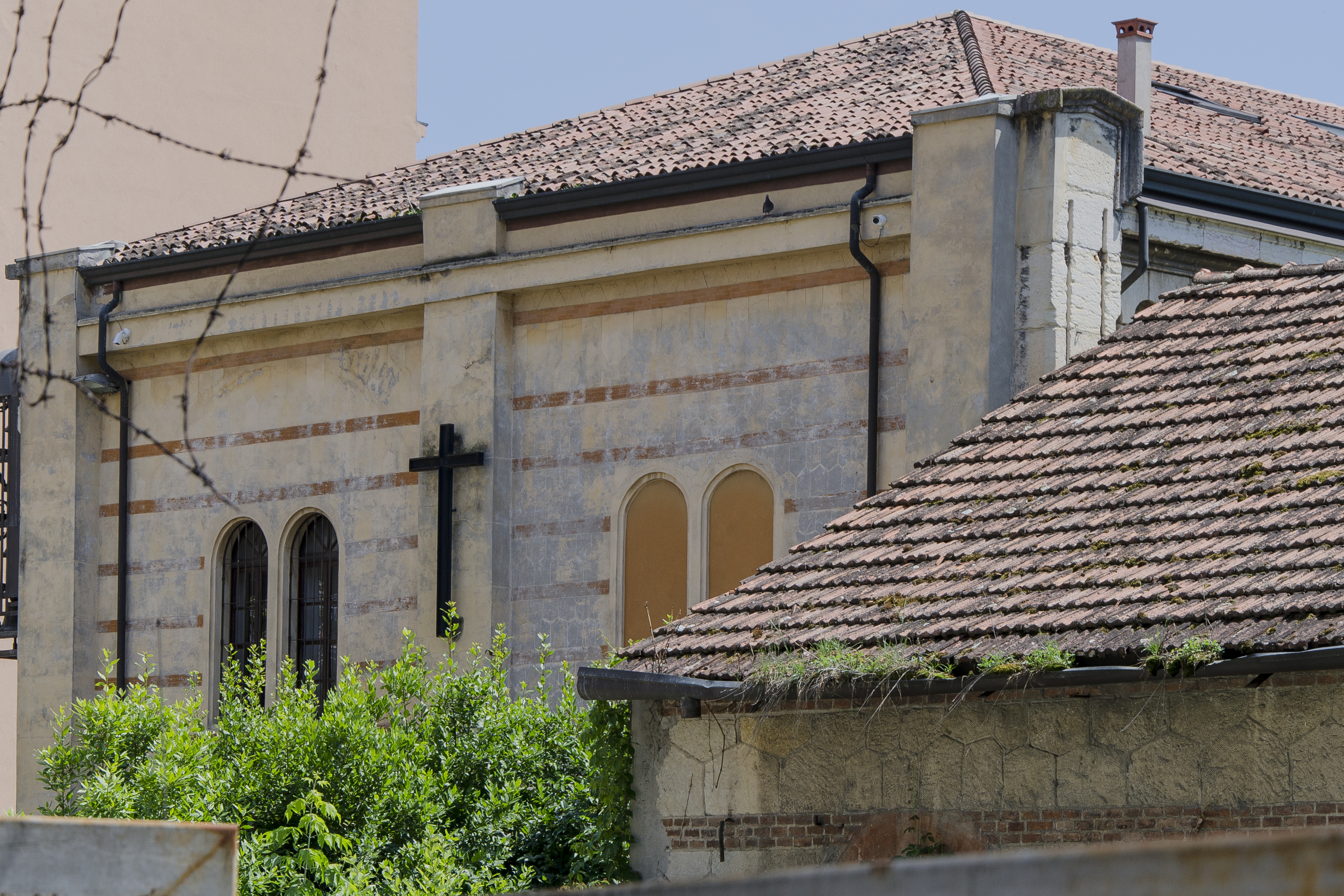
Il prospetto settentrionale recante un crocifisso

L'edificio è privo di una facciata principale e si può accedere allo spazio interno solo tramite un portale situato lungo la parete perimetrale orientale. I prospetti esterni, ritmati da paraste in tufo che in alto sporgono leggermente dalla linea di gronda, sono con paramento faccia a vista, composto da corsi in blocchi di tufo poligonali che si alternano regolarmente a corsi in mattoni di laterizio, terminando con una cornice ad archetti pensili. Lungo le pareti laterali si aprono delle ampie bifore con ghiera in mattoni, mentre addossato ad uno dei contrafforti si trova un piccolo campanile metallico.
La chiesa occupa una porzione del pian terreno del padiglione, sviluppandosi planimetricamente come un'unica e ampia aula rettangolare suddivisa in due navate da tre massicci pilastri a sezione quadrata; il presbiterio si trova nell'ultima campata di destra ed è rialzato di tre gradini rispetto al resto dell'ambiente plebano. Le due navate sono coperte da volta a crociera lasciate con il laterizio a vista e segnate da lievi costoloni, mentre le murature perimetrali interne sono intonacate.